# Globofissurella
Globofissurella es un género de foraminífero bentónico de la Familia Ellipsolagenidae, de la Superfamilia Polymorphinoidea, del Suborden Lagenina y del Orden Lagenida. Su especie-tipo es Globofissurella scotti. Su rango cronoestratigráfico abarca desde el Oligoceno hasta la Actualidad.

## Discusión
Clasificaciones previas incluían Globofissurella en la Superfamilia Nodosarioidea.

## Clasificación
Globofissurella incluye a las siguientes especies:
- Globofissurella basistriata
- Globofissurella bouei
- Globofissurella bulabrum
- Globofissurella byramensis
- Globofissurella cornubiensis
- Globofissurella costifera
- Globofissurella incomposita
- Globofissurella insigera
- Globofissurella laureata
- Globofissurella multicostula
- Globofissurella obscurocostata
- Globofissurella pattersoni
- Globofissurella quadricarinata
- Globofissurella scotti
- Globofissurella southbayensis